# Okenia hallucigenia
Okenia hallucigenia is een slakkensoort uit de familie van de Goniodorididae. De wetenschappelijke naam van de soort is voor het eerst geldig gepubliceerd in 2004 door Rudman.